# Collio Goriziano
Collio Goriziano (a veces designado simplemente como Collio o Collio DOC) es un vino italiano y una región vitivinícola italiana ubicada en la región nororiental de Friuli-Venezia Giulia, en la parte más septentrional de la provincia de Gorizia, en la parte italiana de las colinas de Gorizia, las cuales se extienden hasta la vecina Eslovenia. El vino de esta región ha sido reconocido con el estatus de DOC (Denominazione di origine controllata). Colli Goriziano produce principalmente vinos blancos con Friulano, Ribolla Gialla, Malvasia Istriana, Chardonnay, Pinot blanc, Pinot gris y Sauvignon blanc como varietales principales. El vino tinto también se produce bajo la denominación Collio Rosso y suele ser una mezcla de Merlot, Cabernet Franc y Cabernet Sauvignon.
El nombre "Collio" proviene de la palabra italiana colli que significa laderas y describe el terreno de la región de Collio Goriziano. El Collio se extiende desde el río Judrio en el oeste, donde limita con el DOC Colli Orientali del Friuli, hasta la frontera con Eslovenia en el este. Al sur limita con la DOC Isonzo del Friuli. La mayor parte de los viñedos de la región se concentran en la comuna de Cormòns. El suelo de la región está compuesto por margas calcáreas y areniscas flysch.
Es el cuarto DOC más grande de Friuli-Venezia Giulia en términos de áreas plantadas, también es el cuarto productor líder en términos de volumen, detrás de las regiones de Friuli Grave, Isonzo y Colli Orientali del Friuli. Más del 85% de la producción de Collio es de variedades de uva de vino blanco. Si bien sigue siendo bajo en comparación con el resto de Italia, los rendimientos en el Collio Goriziano son más altos que el promedio de 3,5 toneladas por acre del Friuli-Venezia Giulia. En el Collio, los rendimientos promedian alrededor de 4,4 toneladas/acre (77 hectolitros/hectárea), aunque algunos productores conscientes de la calidad tienen rendimientos más bajos.

## Denominación de origen
Collio Goriziano posee el reconocimiento del gobierno italiano como Denominazione di origine controllata (DOC) desde 1968.
A nivel internacional cuenta con registro como denominación de origen, conforme al Sistema de Lisboa, ante la Organización Mundial de la Propiedad Intelectual, desde el 28 de agosto de 1969.
Dentro de la Unión Europea, el vino cuenta con la protección como Protected Designation of Origin (PDO) desde septiembre de 1973.